# Crosa
Crosa là một đô thị ở tỉnh Biella vùng Piedmont của nước Ý, có vị trí cách khoảng 70 km về phía đông bắc của of Torino và khoảng 12 km về phía đông bắc của of Biella. Tại thời điểm ngày 31 tháng 12 năm 2004, đô thị này có dân số 332 người và diện tích là 1,0 km².
Crosa giáp các đô thị: Casapinta, Cossato, Lessona, Strona.